# ¿Qué hacemos con los hijos? (película)
¿Qué hacemos con los hijos? es una película española dirigida por Pedro Lazaga en 1967, basada en la obra homónima del dramaturgo Carlos Llopis.

## Argumento
Antonio Martínez es un taxista chapado a la antigua que recorre Madrid, presume de sus hijos: Juan, que comparte su trabajo de taxista; Luisa, peluquera de señoras, Antoñito, que estudia para ser abogado, y Paloma, que será ama de casa. 
Pero Antonio no sabe que sus hijos no son exactamente como él cree: Paloma que quiere casarse con un guardia urbano; Juan que es un caradura y chulea a su madre; Antonio que quiere ser torero; y Luisa, que es una gogó, lo que sus padres ignoran. El día que Antonio lo descubre, se enfrenta con su mujer e hijos y sufre una gran decepción. Desde entonces nadie de la familia habla a Antonio, y este cree que lo mejor es dejarles para que vean por ellos mismos que se han equivocado, pero esto tampoco resultará, puesto que cada uno verá sus problemas aumentados.

## Reparto
La película tiene un gran reparto, formado por grandes actores cómicos del momento y grandes promesas.
- Antonio, padre: Paco Martínez Soria
- María, madre: Mercedes Vecino
- Paloma, hija: María José Goyanes
- Luisa, hija: Irán Eory
- Juan, hijo: José Rubio
- Antoñito, hijo: Emilio Gutiérrez Caba
- Enrique, el guardia: Alfredo Landa
- Remedios, criada: Lina Morgan
- El Orejas, timador: José Sacristán
- Pescadero: Emilio Laguna
- Ceferino, amigo taxista de Antonio: Rafael López Somoza
- El Vinagre, compañero taxista de Antonio: José Sazatornil
- Señor Cotufa, dueño del bar: Manolo Gómez Bur
- Matilde, esposa del Sr. Cotufa: Lola Lemos
- Lola, exnovia de Juan: Esperanza Roy
- Cura: Pedro Porcel
- Hombre multado por Enrique: Erasmo Pascual
- Ambulanciero: Paco Camoiras
- Falsa embarazada: Margot Cottens